# Puerto de Somosierra
Puerto de Somosierra är ett bergspass i Spanien.   Det ligger i provinsen Provincia de Madrid och regionen Madrid, i den centrala delen av landet, 80 km norr om huvudstaden Madrid. Puerto de Somosierra ligger 1 440 meter över havet.
Terrängen runt Puerto de Somosierra är huvudsakligen kuperad, men åt nordväst är den platt. Runt Puerto de Somosierra är det mycket glesbefolkat, med 5 invånare per kvadratkilometer. Närmaste större samhälle är Riaza, 16,7 km nordost om Puerto de Somosierra. Trakten runt Puerto de Somosierra består till största delen av jordbruksmark.